# Saint-Georges-le-Fléchard
Pour les articles homonymes, voir Saint-Georges, Saint Georges (homonymie) et Georges.
Saint-Georges-le-Fléchard est une commune française, située dans le département de la Mayenne en région Pays de la Loire, peuplée de 378 habitants.
La commune fait partie de la province historique du Maine, et se situe dans le Bas-Maine.

## Géographie
Cette commune est située à l'est du Massif armoricain. Sa géologie présente donc des faciès très variés et a permis l'ouverture de carrières et de mines au XIXe siècle. Comme un drapeau, la géologie présente trois bandes : au nord-est des rhyolites, au milieu le bourg est bâti sur les calcaires de Sablé, au sud-ouest on retrouve les schistes de Laval et des limons.
Situé à 105 mètres d'altitude, la Vaige(rivière) et l'Ouette (rivière) sont les principaux cours d'eau qui servent de limites communales. La commune est située non loin de la route nationale Laval-Le Mans et depuis octobre 1980 à peu de distance de l'autoroute A81 avec sa sortie à Vaiges.

### Communes limitrophes
| Soulgé-sur-Ouette |                           | Vaiges |
| Bazougers         | Saint-Georges-le-Fléchard |        |
|                   | La Bazouge-de-Chemeré     |        |

### Climat
Le climat qui caractérise la commune est qualifié, en 2010, de « climat océanique altéré », selon la typologie des climats de la France qui compte alors huit grands types de climats en métropole. En 2020, la commune ressort du même type de climat dans la classification établie par Météo-France, qui ne compte désormais, en première approche, que cinq grands types de climats en métropole. Il s’agit d’une zone de transition entre le climat océanique, le climat de montagne et le climat semi-continental. Les écarts de température entre hiver et été augmentent avec l'éloignement de la mer. La pluviométrie est plus faible qu'en bord de mer, sauf aux abords des reliefs.
Les paramètres climatiques qui ont permis d’établir la typologie de 2010 comportent six variables pour les températures et huit pour les précipitations, dont les valeurs correspondent aux données mensuelles sur la normale 1971-2000. Les sept principales variables caractérisant la commune sont présentées dans l'encadré ci-après.
| Paramètres climatiques communaux sur la période 1971-2000 - Moyenne annuelle de température : 11,2 °C - Nombre de jours avec une température inférieure à −5 °C : 2,2 j - Nombre de jours avec une température supérieure à 30 °C : 2,8 j - Amplitude thermique annuelle : 13,8 °C - Cumuls annuels de précipitation : 756 mm - Nombre de jours de précipitation en janvier : 12,2 j - Nombre de jours de précipitation en juillet : 7 j |

Avec le changement climatique, ces variables ont évolué. Une étude réalisée en 2014 par la Direction générale de l'Énergie et du Climat complétée par des études régionales prévoit en effet que la  température moyenne devrait croître et la pluviométrie moyenne baisser, avec toutefois de fortes variations régionales. La station météorologique de Météo-France installée sur la commune et en service de 1993 à 2020 permet de connaître l'évolution des indicateurs météorologiques. Le tableau détaillé pour la période 1981-2010 est présenté ci-après.
| Mois                                  | jan.             | fév.           | mars          | avril         | mai           | juin          | jui.          | août        | sep.          | oct.          | nov.            | déc.           | année      |
| ------------------------------------- | ---------------- | -------------- | ------------- | ------------- | ------------- | ------------- | ------------- | ----------- | ------------- | ------------- | --------------- | -------------- | ---------- |
| Température minimale moyenne (°C)     | 2,1              | 2,3            | 3,4           | 4,9           | 8,6           | 11            | 12,7          | 12,7        | 10            | 8,3           | 4,5             | 2,1            | 6,9        |
| Température moyenne (°C)              | 5,1              | 6              | 8,1           | 10,3          | 14            | 17,2          | 18,9          | 19          | 15,8          | 12,6          | 7,9             | 5,1            | 11,7       |
| Température maximale moyenne (°C)     | 8,1              | 9,8            | 12,7          | 15,7          | 19,4          | 23,3          | 25,1          | 25,3        | 21,6          | 16,9          | 11,4            | 8,1            | 16,5       |
| Record de froid (°C) date du record   | −12,5 02.01.1997 | −15,4 11.02.12 | −11 01.03.05  | −4,6 11.04.03 | −2,7 06.05.19 | 0,8 01.06.06  | 4 30.07.15    | 4 26.08.18  | 0,5 26.09.10  | −4 30.10.1997 | −8,3 22.11.1993 | −10,4 29.12.05 | −15,4 2012 |
| Record de chaleur (°C) date du record | 15,2 09.01.07    | 20 27.02.19    | 23,1 30.03.17 | 29,1 21.04.18 | 31,5 27.05.05 | 38,8 29.06.19 | 40,2 25.07.19 | 40 10.08.03 | 34,5 14.09.20 | 30,2 02.10.11 | 21,1 01.11.15   | 17,3 07.12.00  | 40,2 2019  |
| Précipitations (mm)                   | 83,2             | 66,3           | 56,3          | 59,9          | 60,4          | 49,6          | 58,2          | 40,7        | 74,9          | 79,6          | 78,7            | 90,6           | 798,4      |

## Urbanisme

### Typologie
Au 1er janvier 2024, Saint-Georges-le-Fléchard est catégorisée commune rurale à habitat dispersé, selon la nouvelle grille communale de densité à sept niveaux définie par l'Insee en 2022.
Elle est située hors unité urbaine. Par ailleurs la commune fait partie de l'aire d'attraction de Laval, dont elle est une commune de la couronne,. Cette aire, qui regroupe 66 communes, est catégorisée dans les aires de 50 000 à moins de 200 000 habitants,.

### Occupation des sols
L'occupation des sols de la commune, telle qu'elle ressort de la base de données européenne d’occupation biophysique des sols Corine Land Cover (CLC), est marquée par l'importance des territoires agricoles (100 % en 2018), une proportion identique à celle de 1990 (100 %). La répartition détaillée en 2018 est la suivante : 
terres arables (58 %), prairies (41,7 %), zones agricoles hétérogènes (0,2 %). L'évolution de l’occupation des sols de la commune et de ses infrastructures peut être observée sur les différentes représentations cartographiques du territoire : la carte de Cassini (XVIIIe siècle), la carte d'état-major (1820-1866) et les cartes ou photos aériennes de l'IGN pour la période actuelle (1950 à aujourd'hui).

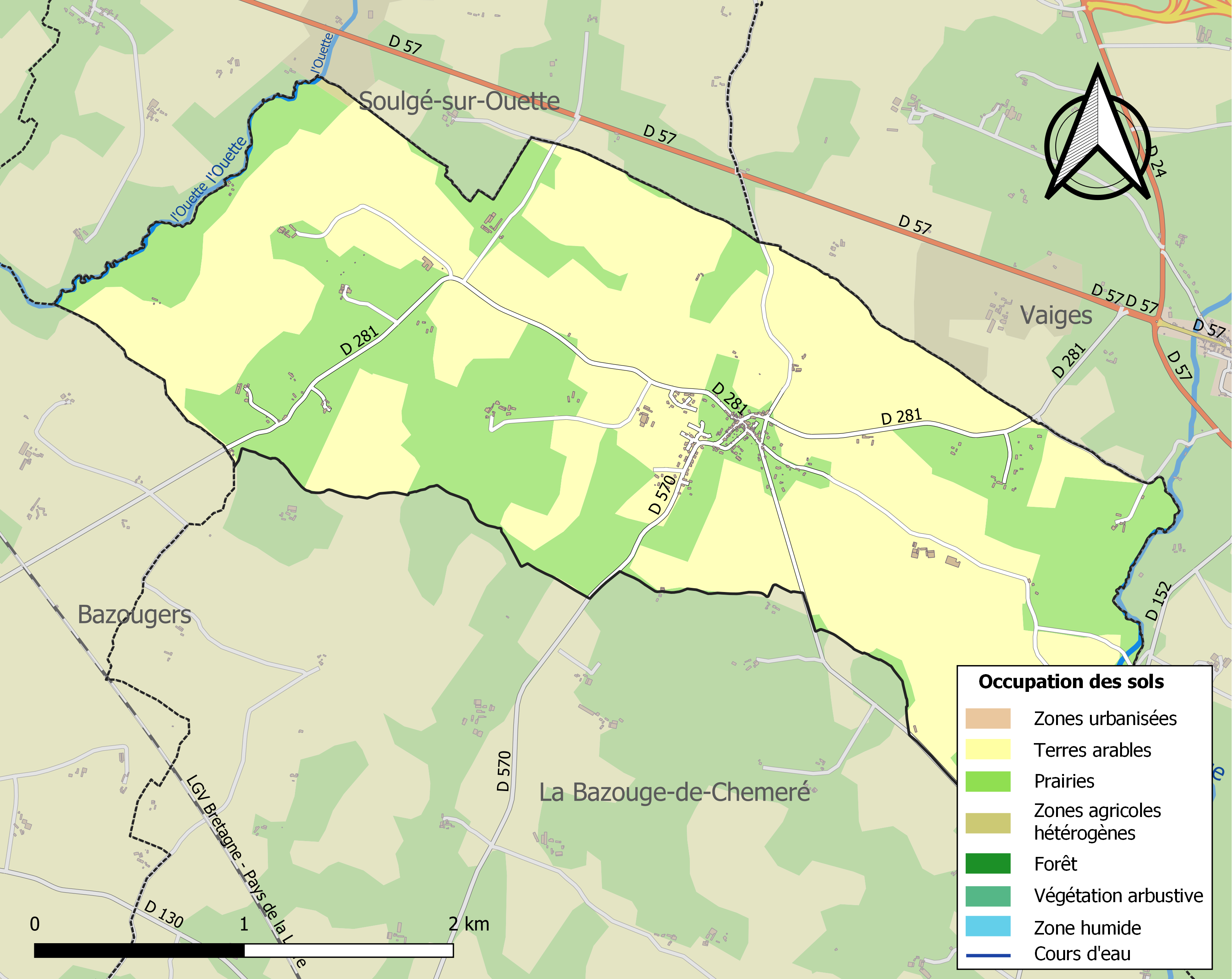
Carte des infrastructures et de l'occupation des sols de la commune en 2018 (CLC).

## Toponymie
le nom d'origine au XIIe siècle est St George le Feschal qui est devenu au XVIIe siècle St Georges le Fléchard, nous dit l'abbé Angot. Nom sans doute lié à la Famille de Feschal et de leurs terrains : les Feuchauds.
Le gentilé est Fléchardais.

## Histoire

### Les mines
De 1825 à 1896, les mines de charbon de La Bazouge-de-Chemeré et de Saint-Georges-le-Fléchard étaient florissantes et le maire était directeur de la mine. Elles extrayaient de l'anthracite pour les fours à chaux de la région. La chaux était achetée par les agriculteurs pour le chaulage de leurs terres mais à la fin du XIXe siècle les engrais sont arrivés, la chaux ne s'est plus vendue et les fours à chaux se sont arrêtés. Les mines ne fournissant qu'un anthracite ordinaire, le meilleur du département cependant, n'avaient pas d'autres débouchés et se sont brutalement arrêtées, créant une crise majeure dans les deux bourgs que racontent les instituteurs dans les monographies de leurs communes qu'ils ont rédigés en 1899.

### Le chemin de fer
Saint-Georges-le-Fléchard était desservi par la ligne de chemin de fer départemental reliant Laval à Saint-Jean-sur-Erve. Cette ligne fut ouverte à l'exploitation le 8 mai 1900. À partir du 8 novembre 1934, le service fut transféré sur route. En 1935, seuls vingt-quatre trains spéciaux circulèrent sur la ligne qui fut définitivement fermé le 1er mai 1935.
En 1902, la halte de Saint-Georges-le-Fléchard avait accueilli 2 773 voyageurs.

## Politique et administration
Le conseil municipal est composé de onze membres dont le maire et trois adjoints.

## Population et société

### Démographie
L'évolution du nombre d'habitants est connue à travers les recensements de la population effectués dans la commune depuis 1793. Pour les communes de moins de 10 000 habitants, une enquête de recensement portant sur toute la population est réalisée tous les cinq ans, les populations de référence des années intermédiaires étant quant à elles estimées par interpolation ou extrapolation. Pour la commune, le premier recensement exhaustif entrant dans le cadre du nouveau dispositif a été réalisé en 2005.
En 2022, la commune comptait 378 habitants, en évolution de −9,57 % par rapport à 2016 (Mayenne : −0,73 %, France hors Mayotte : +2,11 %).
Saint-Georges-le-Fléchard a compté jusqu'à 600 habitants en 1851.
| 1793 | 1800 | 1806 | 1821 | 1831 | 1836 | 1841 | 1846 | 1851 |
| ---- | ---- | ---- | ---- | ---- | ---- | ---- | ---- | ---- |
| 400  | 365  | 318  | 360  | 425  | 437  | 470  | 550  | 600  |

| 1856 | 1861 | 1866 | 1872 | 1876 | 1881 | 1886 | 1891 | 1896 |
| ---- | ---- | ---- | ---- | ---- | ---- | ---- | ---- | ---- |
| 520  | 494  | 439  | 454  | 504  | 506  | 461  | 434  | 327  |

| 1901 | 1906 | 1911 | 1921 | 1926 | 1931 | 1936 | 1946 | 1954 |
| ---- | ---- | ---- | ---- | ---- | ---- | ---- | ---- | ---- |
| 330  | 331  | 330  | 292  | 307  | 256  | 254  | 235  | 241  |

| 1962 | 1968 | 1975 | 1982 | 1990 | 1999 | 2005 | 2006 | 2010 |
| ---- | ---- | ---- | ---- | ---- | ---- | ---- | ---- | ---- |
| 224  | 200  | 140  | 152  | 189  | 237  | 288  | 300  | 382  |

| 2015 | 2020 | 2022 | - | - | - | - | - | - |
| ---- | ---- | ---- | - | - | - | - | - | - |
| 416  | 380  | 378  | - | - | - | - | - | - |

Le pic de population de 1825 à 1850 s'explique par le développement de l'activité minière qui n'était pas encore très mécanisée. Puis la mécanisation fit diminuer le nombre d'ouvriers. Enfin l'arrêt brutal des mines prolongea la diminution par le départ des ouvriers et la diminution des services. Ensuite l'exode rural se poursuivit se stabilisant entre les deux guerres puis s'effondrant dans les années 1970 et complètement inversé depuis 1980 (sortie de d'autoroute à Vaiges) et le retour à la campagne de travailleurs du bassin de Laval.

## Économie
Les carrières (ardoise, porphyre) et les mines d'anthracite se sont arrêtées depuis longtemps. Mais à l'époque des mines cette industrie a permis au maire, directeur des mines, de financer la construction des écoles en passant des emprunts aidés par l'état, contrairement aux communes voisines qui ont utilisé des donations de riches propriétaires et de religieuses et ont construit de fait quatre écoles au lieu de deux. C'est ce qu'on peut lire dans les monographies des instituteurs écrites en 1899.
L'économie est aujourd'hui à 37% agricole, à 25% réparation automobiles, à 16% services publics, à 12% industrie et construction...

## Lieux et monuments

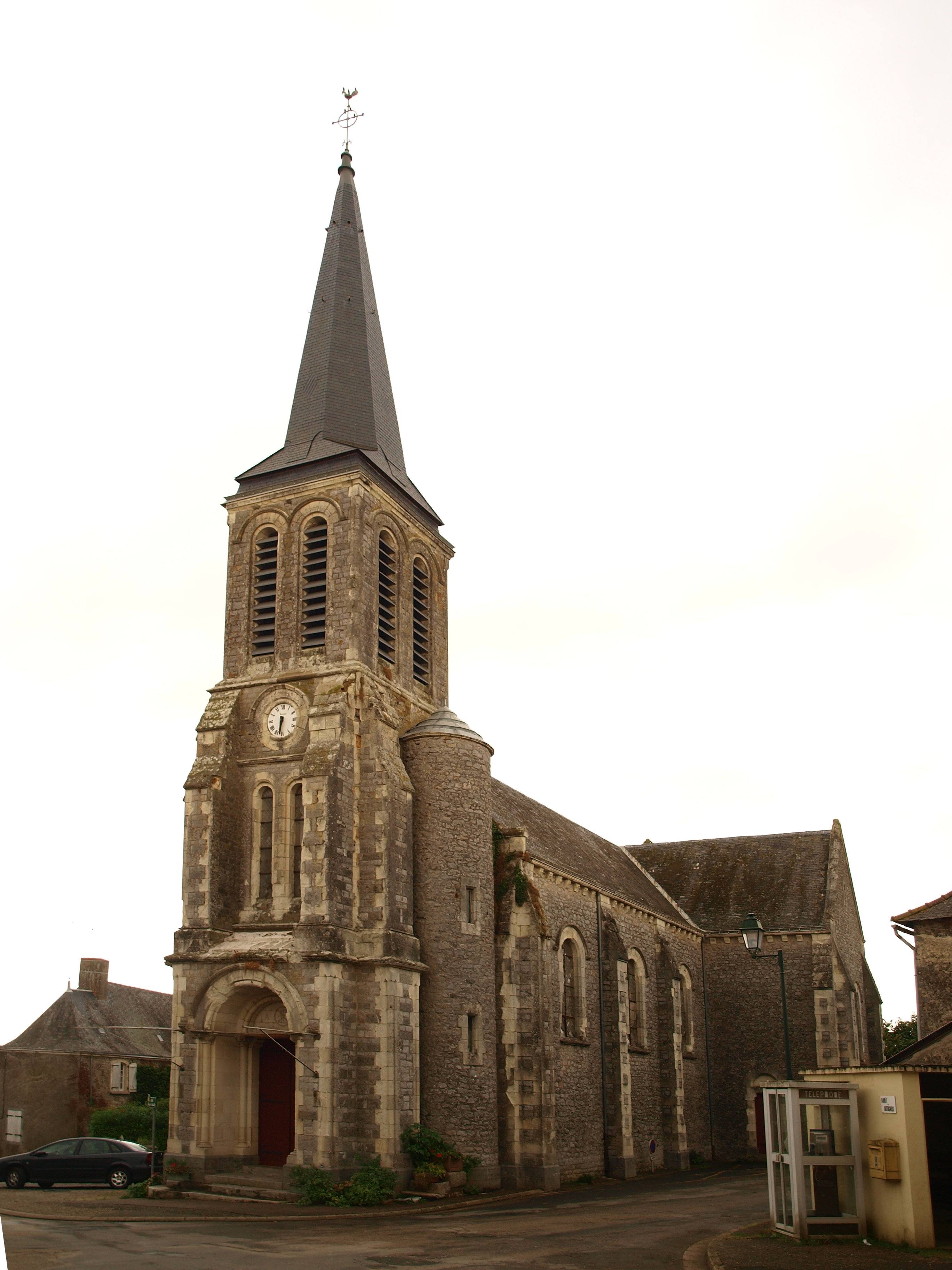
L'église recensée en 1285 a été entièrement reconstruite au XIXe siècle, nous dit l'abbé Angot
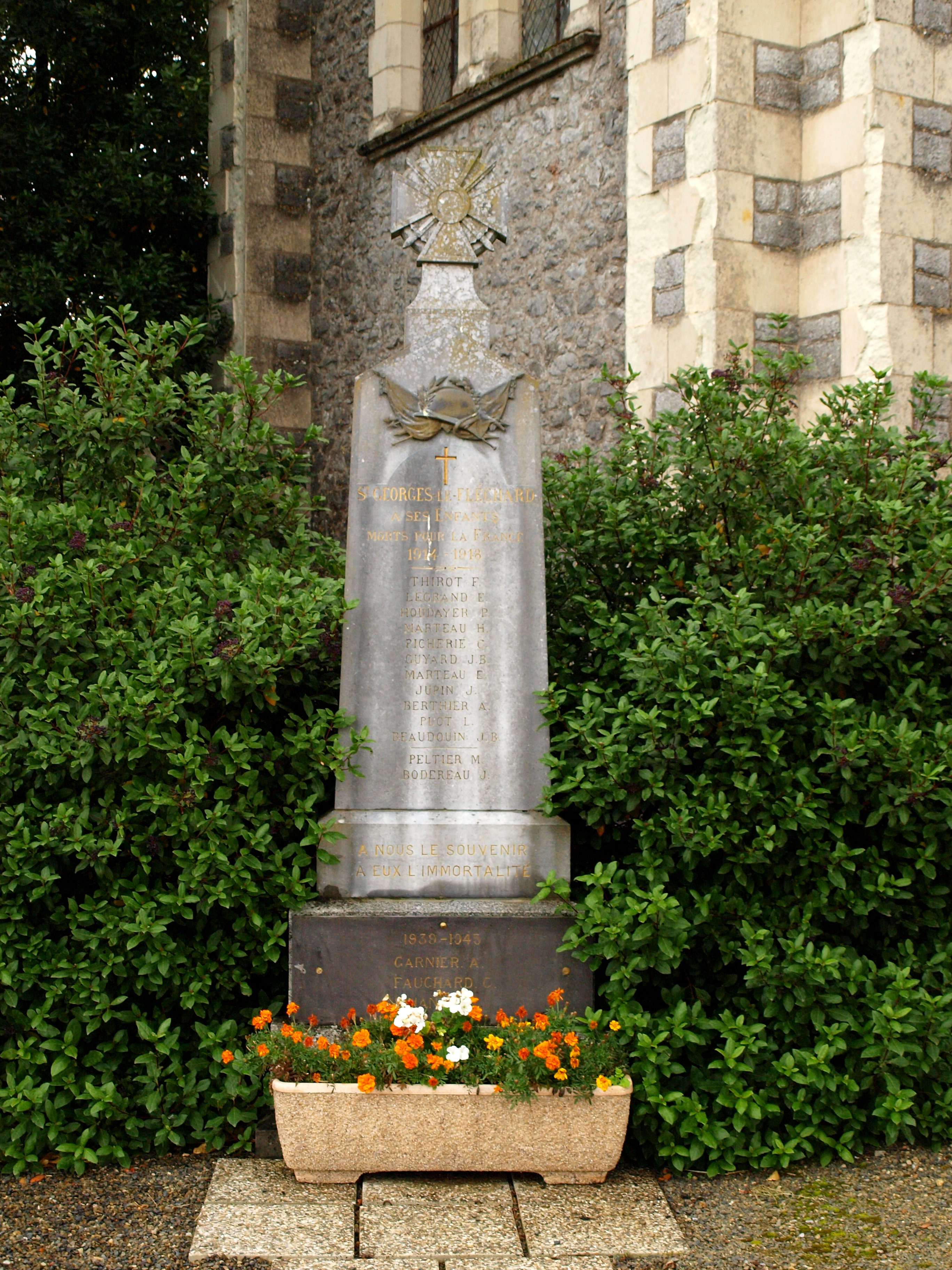
Monument aux morts
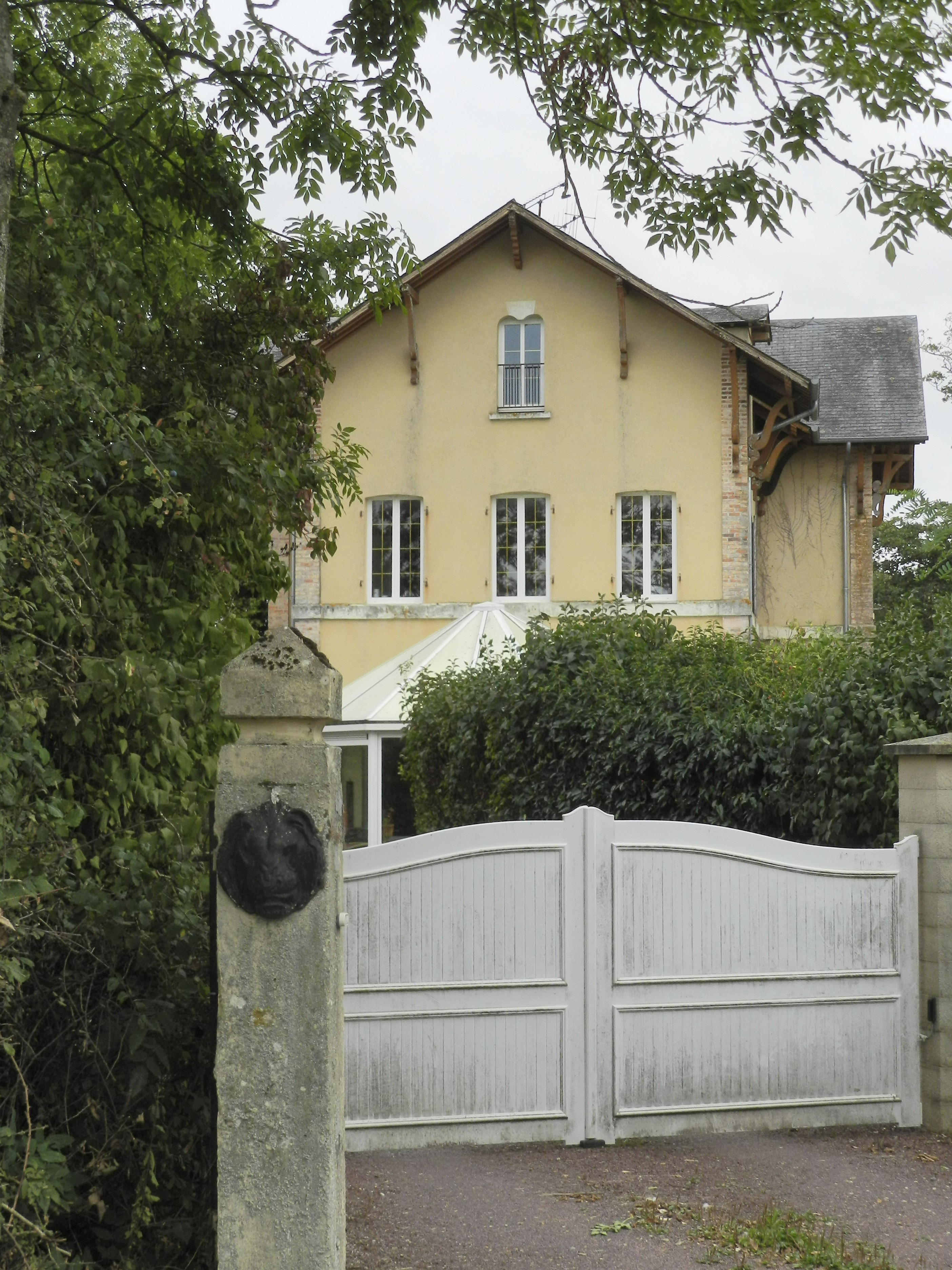
Le chalet, ancienne maison du directeur des mines
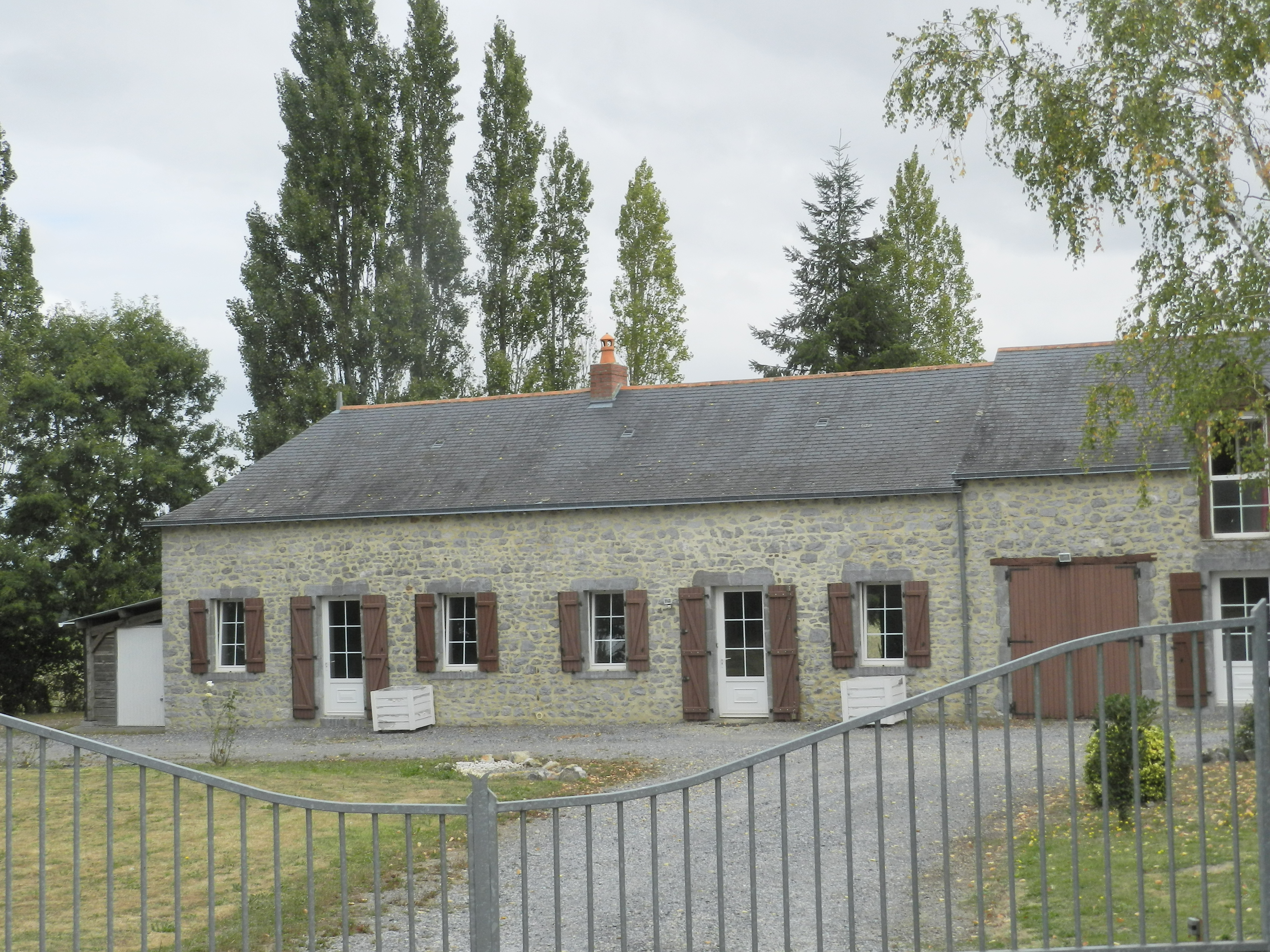
Mazagran, reste d'un petit coron de mineurs (8 bâtiments comme celui-ci)

Il ne reste que quelques souvenirs industriels des mines comme Mazagran ou le Chalet des mines

## Activité et manifestations

### Jumelages
- Sulzheim (Allemagne) depuis 1967.

Le jumelage de la communauté de communes d'Erve et Charnie, avec Sulzheim (Rhénanie-Palatinat) a été initié en 1966 par Victor Julien conseiller général, maire de Thorigné-en-Charnie, et Adam Becker, dans la famille duquel Victor Julien avait été prisonnier de guerre de 1940 à 1945.

## Personnalités liées à la commune
- Michel Jacquet dit Taillefer (1754 - 1796), chef chouan qui le 7 mars 1796 se fit battre à Saint-Georges-le-Fléchard par les troupes du général Œhlert et fut tué non loin de là à Vaiges.

## Héraldique
| Blason de Saint-Georges-le-Fléchard | Blason  | D'azur au chevron cousu de gueules, accompagné en chef de deux étoiles d'argent et en pointe d'un cœur du même.                                                |
| Blason de Saint-Georges-le-Fléchard | Détails | * Il y a là non-respect de la règle de contrariété des couleurs : ces armes sont fautives (gueules sur azur). Le statut officiel du blason reste à déterminer. |